# 海枫屯
海枫屯（学名：Marsdenia officinalis）为夹竹桃科牛奶菜属的植物，是中国的特有植物。分布在中国大陆的浙江、云南、湖北、四川等地，生长于海拔700米至2,800米的地区，见于山地林中岩石上或攀援树上，目前尚未由人工引种栽培。